# Acrometopum panoblites
Acrometopum panoblites är en insektsart som först beskrevs av Ronald Gordon Fennah 1949.  Acrometopum panoblites ingår i släktet Acrometopum och familjen Gengidae. Inga underarter finns listade i Catalogue of Life.